# James Hargreaves
James Hargreaves (Oswaldtwistle, tussen 1 januari en 8 januari 1720 – 22 april 1778) was een wever en timmerman in Blackburn (Lancashire) Verenigd Koninkrijk. Hij staat bekend als de uitvinder van de spinning Jenny, een spinmachine met 8 spoelen.

## Levensloop
Hargreaves werd geboren in het dorpje Oswaldtwistle in het Midden-Engelse graafschap Lancashire, en is gedoopt op 8 januari 1720. Hij had nooit een opleiding gevolgd en was analfabeet. Hij werd beschreven als een grote, stevig gebouwde man met een grote interesse voor techniek.
In 1740 trouwde hij met een plaatselijk meisje, Elizabeth Grimshaw, met wie hij 11 kinderen kreeg. Het gezin vestigde zich in de stad Blackburn, zo'n 4 mijl van zijn geboortedorp, waar hij aan de slag ging als wever en timmerman. Als thuiswerker was hij in het bezit van een eigen spinnewiel en weefgetouw. Zijn technische vaardigheden had hij waarschijnlijk verder ontwikkeld als tijdelijke hulp bij een katoendrukkerij.
In 1764 ontwierp Hargreaves een spinmachine, die hij de "Spinning Jenny" noemde, waarover hij in 1770 patent verwierf. In de opvolgende jaren begon hij deze machine te bouwen voor algemene verkoop. Na de aanslag op zijn werk in 1776 verhuisde hij naar Nottingham, waar hij in 1778 stierf.

## Werk

### Spinning Jenny

Model van de Spinning jenny in een museum in Wuppertal

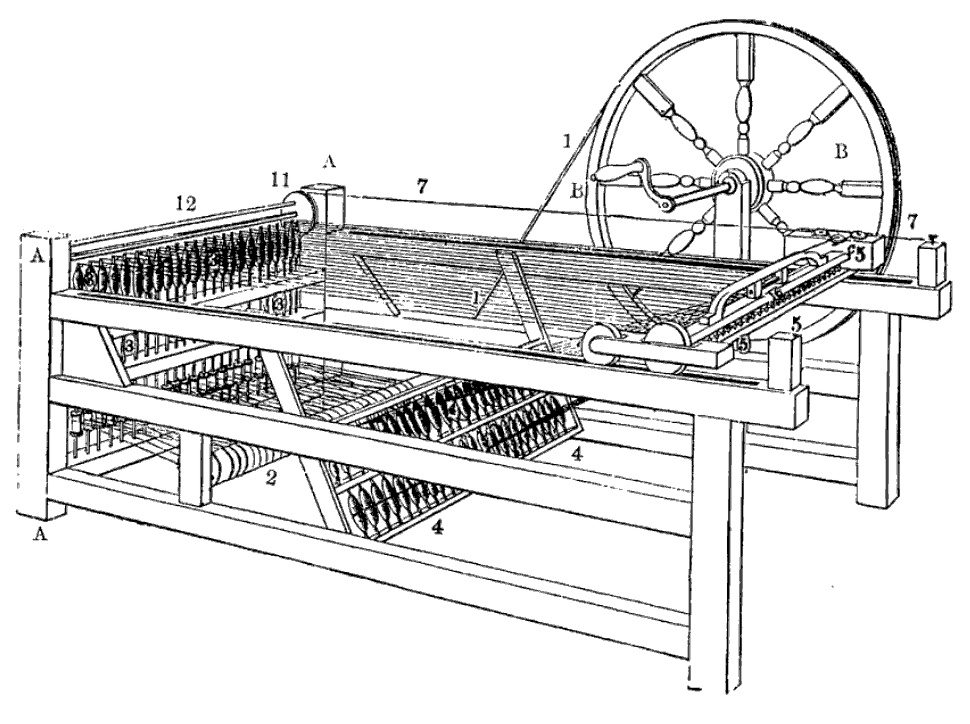
Meest verbeterde versie van Hargreaves' Spinning jenny met 24 spoelen.

Blackburn had in Hargreaves tijd zo'n 5.000 inwoners en stond bekend om de productie van zogenaamd "Blackburn greys", kleding van linnen schering en katoenen dwarsdraden. Deze stof werd meestal naar Londen gestuurd om bedrukt te worden. Het weven was aanzienlijk versneld door de invoering van de schietspoel van de Engelse wever John Kay in 1733. De vraag naar katoenen garen was groter dan het aanbod, waardoor de productie met het traditionele spinnewiel onder druk kwam te staan.
Hargreaves bouwde in 1764 zijn eerste Spinning Jenny alleen. In eerste instantie met 8 spoelen, later volgden ook Jenny’s met meer spoelen. Al snel zagen mensen in zijn directe omgeving het nut van de spinning Jenny in. Snel deed het nieuws de ronde wat leidde tot algemene bekendheid van zijn uitvinding. Zelfs fabrikanten gingen zijn machine gebruiken in hun molens.

### Verdere ontwikkeling
Het groeiende succes van Hargreaves veroorzaakte jaloezie en angst onder zijn buren. In 1768 kwam een woedende menigte bijeen achter het marktkruis van Blackburn. Ze marcheerde naar Stanhill waar Hargreaves in een schuur werkte aan de frames van 20 machines. De woedende menigte vernielde de frames en trok daarna naar het huis van Hargreaves waar, volgens het verhaal, een van de relschoppers Hargreaves dwong om zijn eigen machine te vernielen.
Naar aanleiding van deze woede vluchtte hij naar Nottingham waar hij een kleine molen opende in samenwerking met Thomas James. Hij ging verder met het ontwikkelen van zijn Jenny en vroeg ten slotte in 1770 patent aan. Hij kreeg zijn patent maar het was te laat.
In Lancashire bouwden timmerlieden kopieën van de Jenny met honderden tegelijk terwijl anderen, zoals Richard Arkwright met het waterframe, het origineel verbeterden. Het aantal spoelen nam in sommige gevallen wel toe tot 80 stuks. Alle inspanning en vastberadenheid van Hargreaves waren nutteloos. Zijn machines werden door relschoppers vernietigd en vele anderen negeerden zijn patent. In zijn het sterfjaar van Hargreaves 1778 waren er al meer dan 20.000 Jenny’s in gebruik.
Het jaar erop in 1779 vond Samuel Crompton de Mule Jenny uit. De Spinning Jenny kon slechts breekbare draad spinnen geschikt voor de inslag. De Waterframe kon enkel grove, sterke draad spinnen geschikt voor schering. De Mule Jenny was een combinatie van beide machines, die zowel sterkere als fijnere draden kon spinnen, nodig voor het weven van puur katoenproducten.